# Wellendorff
Die Wellendorff Gold-Creationen GmbH & Co. KG ist eine deutsche Schmuckmanufaktur in Familienbesitz mit Hauptsitz in Pforzheim in Baden-Württemberg.

## Geschichte

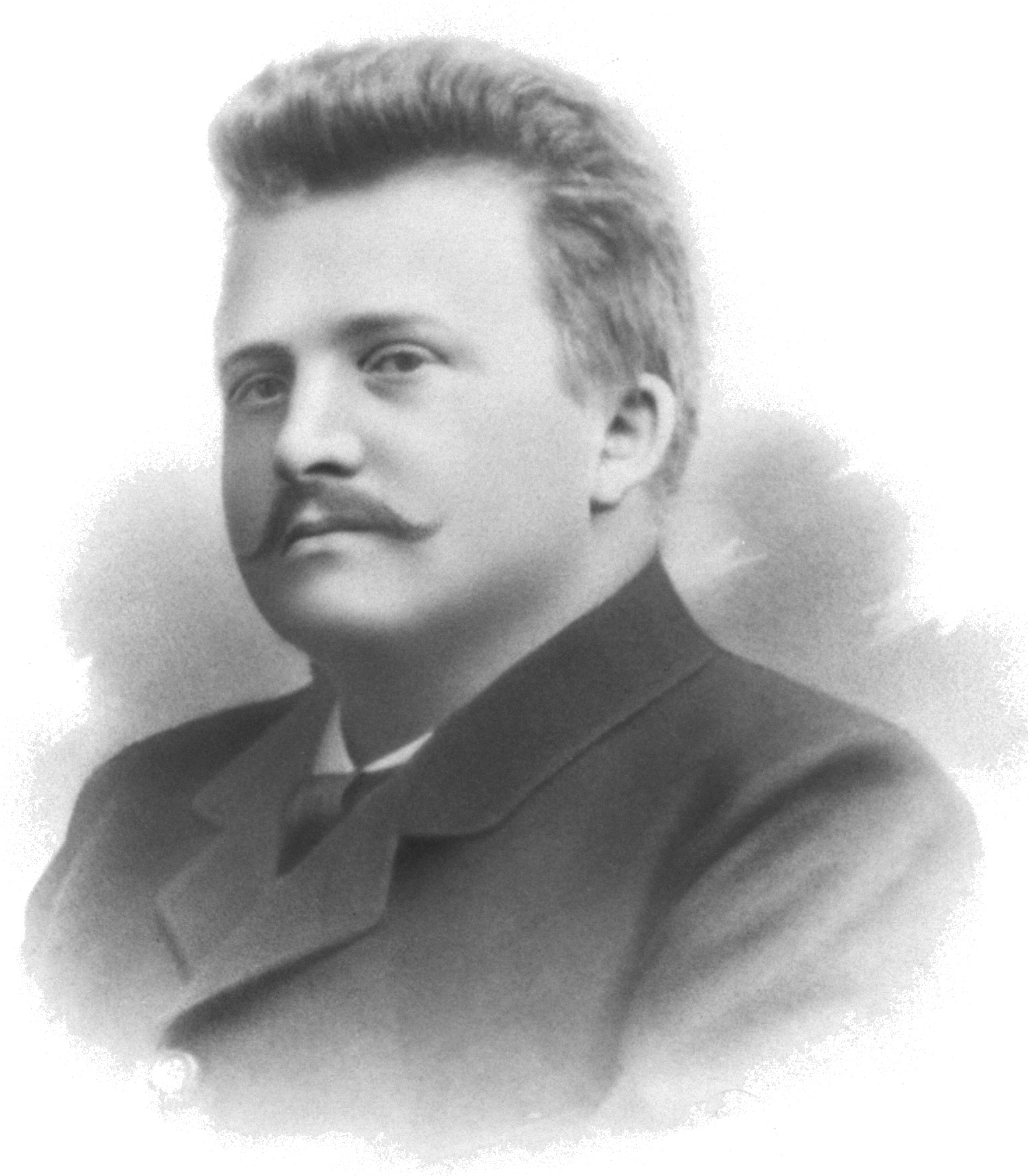
Gründer Ernst Alexander Wellendorff

Die Manufaktur wurde 1893 von Ernst Alexander Wellendorff in Pforzheim gegründet. Dort hatte Wellendorff die Großherzogliche Kunstgewerbeschule und Fachschule für die Metallindustrie besucht und ein Diplom mit Auszeichnung erhalten. Die Nähe zum international bedeutenden Kurort Baden-Baden förderte den sich rasch abzeichnenden Erfolg des selbstständigen Designers und Goldschmieds. Er wurde bald auch im Russischen Kaiserreich und in Großbritannien bekannt.
Sein Sohn Alexander Wellendorff kümmerte sich um den Wiederaufbau der Manufaktur nach ihrer Zerstörung im Zweiten Weltkrieg.
1960 trat Hanspeter Wellendorff (* 1935), der Enkel von Ernst Alexander Wellendorff, als Geschäftsführer in das Unternehmen ein. Er etablierte die Manufaktur als Marke. Als Markenzeichen auf jedem Schmuckstück seit 1970 ließ er ein brillantverziertes „W“ in 18 Karat Gold entwerfen. Er führt das Unternehmen mit seinen Söhnen Christoph und Georg Wellendorff. Claudia Wellendorff fungiert als Kommunikationsdirektorin. Das Unternehmen ist international tätig. Nach einem Bericht der Wirtschaftszeitung Brand eins von 2020 macht es mehr als 50 Prozent des Umsatzes in Deutschland, Österreich und der Schweiz. Zahlen veröffentlicht es nicht. Der Umsatz „dürfte im oberen zweistelligen Millionenbereich liegen“.

## Produkte
Im Jahre 1977 führte Hanspeter Wellendorff die Halskette „Wellendorff-Kordel“ ein, welche seitdem nahezu unverändert hergestellt wird. Für die Kordel eines mittleren Colliers benötigt ein Goldschmied einen hauchdünnen 18-karätigen Golddraht von etwa 160 Metern Länge, aus dem in vielen Arbeitsschritten von Hand ein Collier gewoben wird.
Ein weiteres bekanntes Schmuckstück entstand 1993, ein farbiger Ring aus 18 Karat Gold mit einem Innenring, der sich drehen lässt. Charakteristisch ist der Glanz von farbiger Kaltemaille, die zwischen gravierten Mustern und Ornamenten auf mehreren Ebenen aufgetragen wird. Die verwendete Kaltemaille ist im Vergleich zur herkömmlichen Emaille stoßfest und besonders beständig.
Im Jahr 1997 brachte das Unternehmen den ersten Jahresring „Hongkong“ heraus, aus Anlass der Übergabe der britischen Kronkolonie an die Volksrepublik China. Wellendorff präsentiert seither jährlich einen limitierten Jahresring, bei dem ein Thema oder Ereignis in Gestalt eines Ringes umgesetzt wird. Die limitierten und nummerierten Jahresringe von Wellendorff sind Sammlerobjekte.
Schmuckstücke werden aus in Pforzheim recyceltem Gold hergestellt. Über die Herkunft der Edelsteine gibt das Unternehmen keine Auskunft.

## Ernst Alexander Wellendorff Gedächtnispreis
In Gedenken an den Firmengründer wurde anlässlich des 100-jährigen Jubiläums der Manufaktur der „Ernst Alexander Wellendorff Gedächtnispreis“ ins Leben gerufen, der seit 1993 jungen Absolventen der Goldschmiede-Meisterprüfung für traditionelle Handwerkstechniken verliehen wird.

## Stiftungsprofessur
Mit dem Wintersemester 2020/21 wurde Fernando Fastoso, bisher an der University of York, an die Hochschule Pforzheim berufen. Dort bekleidet er den neuen Lehrstuhl, den die Schmuckmanufaktur Wellendorff als einer der Hauptförderer initiiert hat. Inhaltlicher Kernpunkt im Forschungs- und Arbeitsfeld ist das Thema Luxusmarken-Marketing. Die Stiftungsprofessur ist für drei Jahre ausgelegt und geht danach in eine reguläre Hochschulprofessur über.